# Martin Čížek
Martin Čížek (Vítkov, 1974. június 9. –) cseh  válogatott labdarúgó, középpályás. Pályafutása során 18 alkalommal szerepelt a cseh válogatottban.

## Pályafutása
A TJ Dolní Lhota klubban kezdte labdarúgó pályafutását. Majd 1984-ben a Baník Ostrava játékosa lett. 1991-ben debütált a csehszlovák első ligában. 1993-tól alapjátékosa volt a csapatnak, amelyben 1996 nyaráig játszott, majd a Sparta Prahához került. 1997-ben, 1998-ban és 1999-ben a Spartával cseh bajnokságot nyert.
1999 elején a német 1860 Münchenhez igazolt. A Bundesligában 1999. február 20-án mutatkozott be az Eintracht Frankfurt elleni 4–1-es hazai győzelem során, amelyben 2 gólpasszt adott. 2000 nyaráig a TSV 1860-ban játszott.
Karrierje következő klubja a SpVgg Unterhaching volt. 2000. január 27-én debütált az SC Freiburg elleni idegenbeli 0–2-es mérkőzésen. 2001-ben az Unterhaching kiesett a második ligába.
2002-ben visszatért Csehországba, újra a Baníkba. 2004-ben megnyerték a cseh bajnokságot, 2005-ben pedig a cseh kupát. 2006-ban fejezte be a pályafutását.

### A válogatottban
1990-ben a 16 éven aluli csehszlovák ifjúsági válogatottal Európa-bajnok lett a németországi Erfurtban, ahol a csehszlovák válogatott hosszabbítás után 3–2-re verte Jugoszláviát. A döntőben Čižek szerezte a győztes gólt.
1996. december 11-én mutatkozott be a cseh válogatottban az 1996-os II. Haszán király kupán Nigéria ellen 2–1-re megnyert találkozón. Pályafutása során többek között játszott: az 1998-as világbajnokság és a 2000-es Európa-bajnokság selejtezőkörében. 1996 és 2000 között 18 alkalommal szerepelt a cseh válogatottban.

## Fordítás
- Ez a szócikk részben vagy egészben  a   Martin Čížek című lengyel Wikipédia-szócikk ezen változatának fordításán alapul.  Az eredeti cikk szerkesztőit annak laptörténete sorolja fel. Ez a jelzés csupán a megfogalmazás eredetét és a szerzői jogokat jelzi, nem szolgál a cikkben szereplő információk forrásmegjelöléseként.